# 陸壽臣
陸壽臣，浙江省紹興府山陰縣人，清朝政治人物、進士出身。
光緒十二年（1886年），参加光緒丙戌科殿試，登進士二甲42名。同年五月，改翰林院庶吉士。光緒十五年四月，散館，著以主事入部属用。